# Ossaea angustifolia
Ossaea angustifolia là một loài thực vật có hoa trong họ Mua. Loài này được Triana mô tả khoa học đầu tiên.